# الانتخابات الرئاسية التركية 2014
أجريت في تركيا يوم 10 أغسطس 2014 انتخابات رئاسية لاختيار الرئيس الثاني عشر لتركيا، وهي أول مرة يتم فيها اختيار رئيس جمهورية تركيا بالانتخاب المباشر. ، وحسمت النتيجة بانتصار رئيس الوزراء التركي الحالي رجب طيب أردوغان من الجولة الأولي، الذي حصل على أكثر من 50٪ من أصوات الناخبين محققا بذلك فوزا صريحا في الانتخابات.
وقد تقدم لتلك الانتخابات ثلاثة مرشحين، وبلغ عدد المواطنين الأتراك الذين يحق لهم الانتخاب أكثر من 55 مليون شخص، سواء داخل تركيا أو خارجها.
تعتبر تلك الانتخابات أول انتخابات رئاسية في تركيا تعقد على المستوى الشعبي بدلا من اجرائها داخل البرلمان بمشاركة نواب الشعب المنتخبين (طالع: انتخابات غير مباشرة).
فاز رئيس الوزراء التركي رجب طيب أردوغان، زعيم حزب العدالة والتنمية الذي انتُخب رئيسا للوزراء في عام 2002، بالانتخابات بنسبة 51.79٪ من الأصوات،.
وجاء في المرتبة الثانية بنسبة 38.44٪ من الأصوات الأمين العام السابق لمنظمة التعاون الإسلامي أكمل الدين إحسان أوغلو، الذي خاض الانتخابات كمرشح توافقى ل 13 حزبا من أحزاب المعارضة بما في ذلك حزب الشعب الجمهوري وحزب الحركة القومية.
وحلَّ في المركز الثالث برصيد 9.77٪ من الأصوات شريك زعامة حزب الشعوب الديمقراطي صلاح الدين دميرطاش، الذي حصل على دعم من 8 أحزاب يسارية أخرى.
وبالتالي لم يكن هناك حاجة إلى إجراء جولة ثانية على أغلبية خالصة من الأصوات. وهي الانتخابات المتممة في حالة لم يكن هناك مرشح حاصل على أكثر من 50٪ من الأصوات في الجولة الأولى.
في حالة لم يحصل أحد من المرشحين الرئاسيين على نسبة 50% ، كانت ستجري انتخابات متممة في 24 أغسطس آب بين المرشحين الاعلى في الاقتراع. ولكن ذلك لم يتم.
انتقدت المعارضة السياسية والمراقبون الدوليون الانتخابات، وزعموا أن هناك تحيزاً في وسائل الإعلام لصالح رئيس الوزراءرجب طيب أردوغان، وعدم دقة في استطلاعات الرأي، وفساد وسوء استخدام للموارد العامة الرسمية خلال حملة أردوغان.
بينما أشادت منظمة الأمن والتعاون في أوروبا (OSCE) بالسلطات، لحمايتها حق المواطنين في التجمع، وكذلك بالسلوك الانتخابي السلمي، إلا أنها عبرت عن ( شواغل ) بشأن التوزيع الغير عادل لموارد الحملات الانتخابية والترهيب الإعلامي.
يُعزى الإقبال الأضعف تاريخياً في هذة الانتخابات (74.13٪) ، إلى حقيقة أن الانتخابات جرت في الصيف بينما كان العديد من المواطنين في عطلة، واعتبره العديد من السياسيين مثل زعيم حزب الحركة القومية دولت بهجلي عامل مهم في التأثير على النتيجة.
أدت خسارة حزب الشعب الجمهوري المعارض للانتخابات الي اتخاذ كمال قلجدار أوغلي زعيم الحزب قرارا بعقد جمعية لانتخاب قيادة جديدة ردا على الاستياء المتنامي ضد أدائه الانتخابي.

## خلفية
قانون الانتخابات الرئاسية الذي قُبل ووضع موضع التنفيذ في 20 يناير 2012 يقرر أنّ الانتخابات الرئاسية ستعقد في 2014 بدلاً من 2012؛ في فترة 60 يومًا قبل انتهاء ولاية السبع سنوات للرئيس الحالي عبد الله جول، الذي سيكون آخر رئيسٍ لتركيا ينتخب انتخاباً غير مباشر.
القانون قرر أيضاً أنّ الرؤساء السابقين، ( كنعان إفرين - سليمان دميرل - أحمد نجدت سيزر - والرئيس عبد الله جول ) لا يمكنهم الترشح لفترة ثانية، لكن المحكمة الدستورية التركية قررت أن ذلك غير دستوري، ما يسمح لهم بالترشح لفترة ثانية. وأيضاً يمكن لرئيس الوزراء الترشح للرئاسة من دون الحاجة لأن يستقيل من منصبه.

## التبرع للحملات الانتخابية
يحق للمرشحين جمع التبرعات لحملاتهم الانتخابية، مع وجود حد أقصى لما يمكن أن يتبرع به الفرد الواحد وهو 8,259 ليرة تركية (حوالي 4,500 دولار أمريكي).
قدم أكمل الدين إحسان أوغلو 1000 ليرة تركية تبرعًا لحملتي رجب طيب أردوغان وصلاح الدين ديمرطاش، أعاد أردوغان المبلغ المذكور لمقدمه.

## المرشحون الرسميون
- رجب طيب أردوغان، رئيس الجمهورية الحالي.
- أكمل الدين إحسان أوغلو، الأمين العام السابق لمنظمة التعاون الإسلامي (رشحه حزب الشعب الجمهوري وحزب الحركة القومية).
- صلاح الدين دمرطاش، رئيس حزب الشعوب الديمقراطي.

## تبعات
قرر رئيس الحزب الجمهوري كمال قلجدار أوغلي مقاطعة حفل مراسم أداء اليمين الدستوري للرئيس المنتخب رجب طيب أردوغان.